# Planejament urbanístic

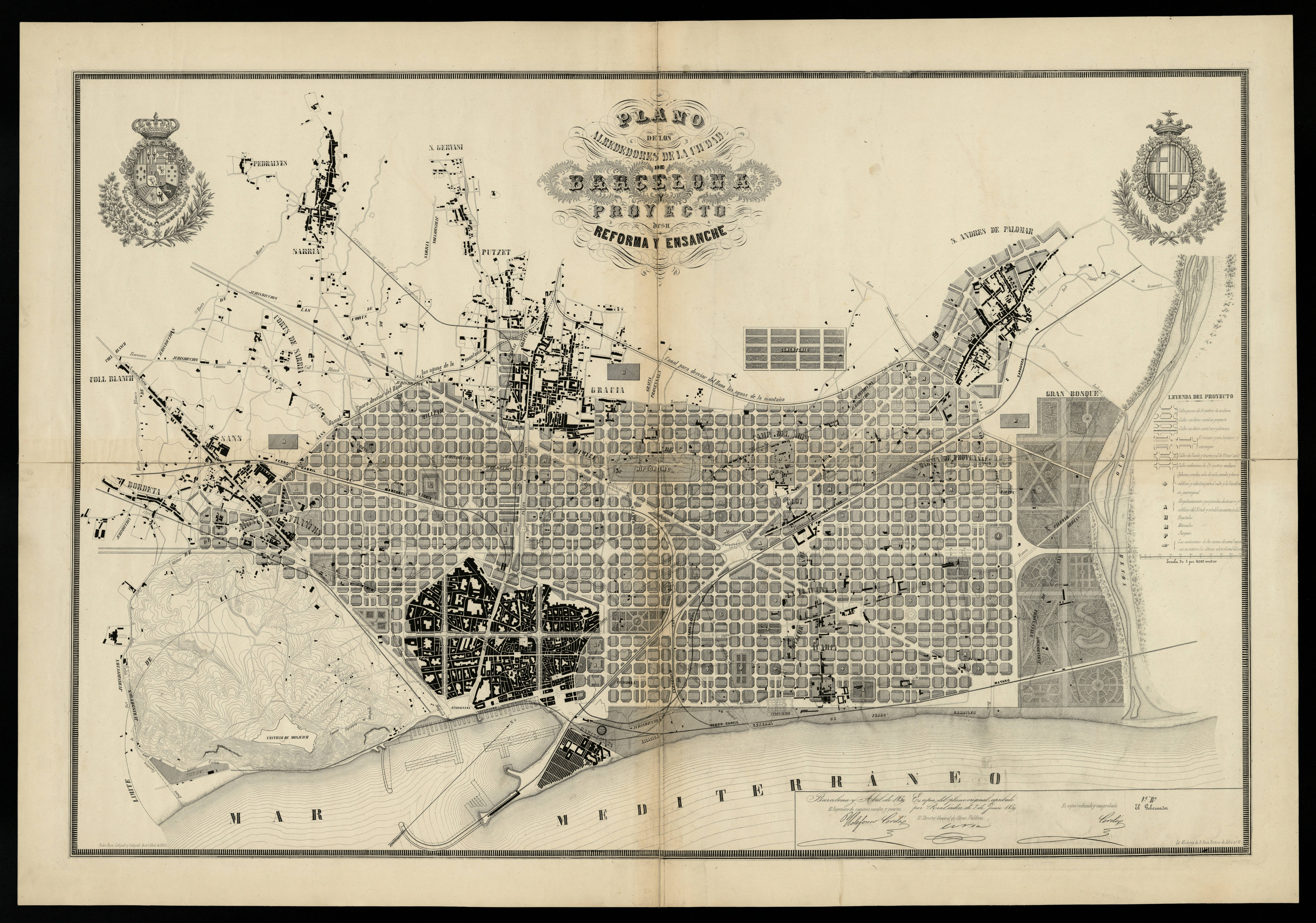
Planejament urbanístic de l'enginyer de camins Ildefons Cerdà per a
l'Eixample de Barcelona

El planejament urbanístic és la disciplina de planificació de l'ús del sol que abasta aspectes de la construcció i de les activitats socials dels municipis i comunitats. Altres disciplines treballen a una escala inferior, com ara l'enginyeria, l'arquitectura, el paisatge urbà i el disseny urbà. En sentit contrari, el planejament regional o metropolità, és l'instrument que planifica àmbits supra-municipals, especialment a les àrees d'influença de les grans ciutats.
Altre element del planejament urbanístic és la rehabilitació i regeneració de l'espai urbà adaptant els criteris constructius, la qualificació constructiva i les infraestructures obsoletes a les noves necessitats socials.

## Història
El planejament urbanístic neix com a disciplina a mitjans del segle xix, no obstant el creixement de moltes ciutats al llarg de la història ja s'havia produït seguint uns determinats criteris de disseny i funcionalitat predeterminats a la construcció.
Quan l'agricultura s'implanta a les societats nòmades, apareixen els assentaments permanents de la població. Les primeres ciutats neixen amb una orientació comercial, defensiva i com a centres de redistribució de la producció agrícola. L'assentament dels habitatges i centres d'activitat s'ubiquen de forma desordenada al voltant de camins i rius en funció de l'oportunitat. Cap al tercer mil·lenni aC. trobem els primers indicis de planejament i gestió urbana a Ur entre el Tigris i l'Eufrates a l'actual Iraq i a l’Indus Valley, l'actual Índia. Els arqueòlegs que estudien les ruïnes de les ciutats d'aquestes zones han trobat carrers pavimentats on es traçava una incipient trama urbana amb carrers en angles rectes. També existia certa zonificació funcional separant zones d'activitat comercial, residencials, etc.
Els antics romans, inspirats en els grecs, també van utilitzar plans ortogonals per a les seves ciutats. L'urbanisme al món romà es va desenvolupar per a la defensa militar i la comoditat pública. L'expansió de l'Imperi Romà va difondre posteriorment les idees d'urbanisme. A mesura que l'Imperi Romà va decaure, aquestes idees van desaparèixer lentament. No obstant això, moltes ciutats d'Europa encara mantenien el centre de la ciutat romana previst. Les ciutats d'Europa dels segles ix al xiv, sovint creixien de manera orgànica i de vegades caòtica. Però en els segles següents amb l'arribada del Renaixement moltes ciutats noves es van ampliar amb ampliacions recentment planificades. A partir del segle xv es registra molt més disseny urbà i de les persones que hi intervenen. En aquest període, comencen a aparèixer tractats teòrics d'arquitectura i urbanisme en els quals s'aborden qüestions teòriques sobre la planificació de les línies principals, la garantia que els plans responguin a les necessitats de la població determinada, etc., i es descriuen i representen els dissenys de pobles i ciutats. Durant el Període de la Il·lustració, diversos governants europeus van intentar redissenyar les capitals ambiciosament. Durant el Segon Imperi Francès, el baró Georges-Eugène Haussmann, sota la direcció de Napoleó III, va redissenyar la ciutat de París en una capital més moderna, amb bulevards llargs, rectes i amples.
La planificació i l'arquitectura van passar per un canvi de paradigma a principis del segle xx. Les ciutats industrialitzades del segle xix van créixer a un ritme enorme. Els mals de la vida urbana per als treballadors pobres s'estaven fent cada cop més evidents com una qüestió d'interès públic. L'estil laissez faire de gestió governamental de l'economia, de moda durant la major part de l'era victoriana, començava a donar pas a un Nou liberalisme que defensava la intervenció en el part dels pobres i desfavorits. Cap al 1900, els teòrics van començar a desenvolupar models de planificació urbana per mitigar les conseqüències de l'era industrial, proporcionant als ciutadans, especialment als treballadors de les fàbriques, entorns més saludables. Per tant, el segle següent estaria globalment dominat per un enfocament de la planificació central de la planificació urbana, que no representaria necessàriament un increment en la qualitat global de l'àmbit urbà.
A principis del segle xx, l'urbanisme va començar a ser reconegut com una professió a part. Al Regne Unit, la Town and Country Planning Association es va fundar el 1899 i la Universitat de Liverpool va oferir el primer curs acadèmic a Gran Bretanya sobre planificació urbana el 1909. A la dècada de 1920, les idees de modernisme i uniformitat van començar a aflorar en l'urbanisme, i van perdurar fins a la dècada de 1970. L'any 1935, Le Corbusier va formular la ciutat radiant, una ciutat que creix en forma de torres, com a solució al problema de la contaminació i la massificació. Però molts planificadors van començar a creure que les idees del modernisme en la planificació urbana van conduir a taxes de criminalitat més altes i problemes socials.
A la segona meitat del segle xx, els urbanistes van canviar gradualment el seu enfocament cap a l'individualisme i la diversitat als nuclis urbans.

## Aspectes del planejament urbanístic
El planejament urbanístic, en tant que disciplina que s'avança i predetermina com i quins han de ser els espais, les construccions públiques i privades i les infraestructures, ha de considerar criteris:
- Estètics: que fixin el perfil urbà, la imatge global determinant aspectes de la distribució de la trama urbana i, molt especialment, de les limitacions constructives i de l'ocupació de l'espai públic amb senyals, quioscs, mobiliari urbà, etc.
- Seguretat: de la visió de tancament protector dels castells hem evolucionat perquè les ciutats disposin de capacitat per afrontar catàstrofes o evacuacions massives.
- Concentracions socials: evitant la creació de suburbis sense un nivell adient de serveis o la creació de guetos amb concentracions de població amb dificultats d'integració social.
- Regeneració: renovació de teixit urbà degradat mitjançant la rehabilitació de zones que han perdut la seva funció (zones industrials absorbides pel creixement residencial) o que la seva antiguitat requereix una intervenció (habitatges amb mancances sanitàries o de confort) i reassignació funcional (antics palaus, mansions medievals).
- Mobilitat: resulta obvi que l'evolució de necessitats de mobilitat i el tipus de transport canvien a una velocitat superior a la capacitat de les vies per adaptar-se. No tan sols cal preveure un creixement en el dimensió (carrers per cavalls a carrers per a cotxes), sinó també una capacitat d'adaptació a altres usos (zones comercials per a vianants, àrees d'oci impensables fa només 50 anys, etc.).
- Factors ambientals i de creixement sostenible: Els aspectes relacionats amb els subministrament de serveis, sanitaris, espais verds, contaminació atmosfèrica i sonora, són factors a tenir present al moment dels planejament a fi de tenir capacitat per a poder atendre les demandes socials sense perjudicar l'entorn.

El planejament urbanístic inclou tècniques com ara: predir el creixement de la població, la zonificació, la cartografia i l'anàlisi geogràfica, l'anàlisi de l'espai de parcs, l'estudi del subministrament d'aigua, la identificació de patrons de transport, el reconeixement de les demandes de subministrament d'aliments, l'assignació de l'assistència sanitària i serveis socials, i analitzar l'impacte de l'ús del sòl.
Per tal de predir com es desenvoluparan les ciutats i estimar els efectes de les seves intervencions, els planificadors utilitzen diversos models. Aquests models es poden utilitzar per indicar relacions i patrons en dades demogràfiques, geogràfiques i econòmiques. Poden tractar qüestions a curt termini, com ara com es mou la gent per les ciutats, o qüestions a llarg termini com l'ús i el creixement del sòl. Un d'aquests models és el sistema d'informació geogràfica (SIG) que s'utilitza per crear un model de la planificació existent i després projectar impactes futurs sobre la societat, l'economia i el medi ambient.
Els codis d'edificació i altres regulacions encaixen amb la planificació urbana ja que regeixen com es construeixen i s'utilitzen les ciutats a nivell individual.

## Pla director urbanístic
El pla director urbanístic (PDU) és una figura de la planificació urbanística en coherència amb la planificació territorial, regulat pel Decret Legislatiu 1/2010, de 3 d'agost, pel qual s'aprova el Text refós de la llei d'urbanisme (article 56) (DOGC núm. 56867 de 5 d'agost), modificat per la Llei 3/2012, del 22 de febrer, de modificació d'aquest Decret legislatiu (DOGC núm. 6077 de 29 de febrer de 2012).
Correspon als plans directors urbanístics establir:
a) Les directrius per coordinar l'ordenació urbanística d'un territori d'abast supramunicipal.
b) Determinacions sobre el desenvolupament urbanístic sostenible, la mobilitat de persones i mercaderies i el transport públic.
c) Mesures de protecció del sòl no urbanitzable, i els criteris per a l'estructuració orgànica d'aquest sòl.
d) La concreció i la delimitació de les reserves de sòl per a les grans infraestructures, com ara xarxes viàries, ferroviàries, hidràuliques, energètiques, portuàries, aeroportuàries, de sanejament i abastament d'aigua, de telecomunicacions, d'equipaments i altres de semblants.
e) La programació de polítiques supramunicipals de sòl i d'habitatge, concertades amb els ajuntaments afectats en el si de la tramitació regulada per l'article 83. Aquesta programació ha de garantir la solidaritat intermunicipal en l'execució de polítiques d'habitatge assequible i de protecció pública, la suficiència i la viabilitat d'aquestes polítiques per garantir el dret constitucional a l'habitatge i el compliment dels principis que estableix l'article 3.
f) La delimitació d'una o de diverses àrees residencials estratègiques i les determinacions necessàries per procedir a l'execució directa d'aquestes actuacions.
g) La delimitació i l’ordenació de sectors d’interès supramunicipal per a l'execució directa d’actuacions d’especial rellevància social o econòmica o de característiques singulars.
Els plans directors urbanístics poden establir determinacions per ésser directament executades o bé per ésser desenvolupades mitjançant plans especials urbanístics que facin possible l'exercici de competències pròpies dels ens supramunicipals. El planejament que resulti afectat per les determinacions d'un pla director urbanístic s'hi ha d'adaptar en els terminis que aquest estableixi, sens perjudici de l'entrada en vigor immediata del pla director i salvant les disposicions transitòries que inclogui.

## Crítiques i debats
L'escola d'economia neoclàssica argumenta que la planificació és innecessària, o fins i tot perjudicial, perquè «l'eficiència del mercat permet un ús efectiu del sòl». Un corrent pluralista de pensament polític argumenta de forma semblant que el govern no hauria d'immiscuir-se en la competència política entre diferents grups d'interès que decideixen com s'utilitza el sòl. La justificació tradicional de la planificació urbanística ha estat com a resposta que el planificador fa a la ciutat allò que l'enginyer o arquitecte fa a la llar, és a dir, fer-la més adaptada a les necessitats i preferències dels seus habitants.
El model de planificació de construcció de consens àmpliament adoptat, que busca adaptar-se a diferents preferències dins de la comunitat, ha estat criticat perquè es basa en, més que desafiar, les estructures de poder de la comunitat. En canvi, l'agonisme s'ha proposat com a marc per a la presa de decisions urbanístiques.
Un altre debat dins de l'àmbit urbanístic és sobre qui està inclòs i exclòs en el procés de presa de decisions urbanístiques. La majoria dels processos de planificació urbana utilitzen un enfocament de dalt a baix que no inclou els residents dels llocs on treballen els urbanistes i els funcionaris de la ciutat. L'«escala de participació ciutadana» de Sherry Arnstein és sovint utilitzada per molts planificadors urbans i governs de la ciutat per determinar el grau d'inclusió o exclusivitat de la seva planificació urbana.